# Dave Matthews Band/Diskografie
Diese Diskografie ist eine Übersicht über die musikalischen Werke der US-amerikanischen Rockband Dave Matthews Band. Den Schallplattenauszeichnungen zufolge hat sie bisher mehr als 36,7 Millionen Tonträger verkauft, davon alleine in ihrer Heimat über 36,3 Millionen. Ihre erfolgreichste Veröffentlichung ist das Album Crash mit über 7,1 Millionen verkauften Einheiten.

## Alben

### Studioalben
| Jahr | Titel                           | Höchstplatzierung, Gesamtwochen, AuszeichnungChartplatzierungen (Jahr, Titel, Platzierungen, Wochen, Auszeichnungen, Anmerkungen) | Höchstplatzierung, Gesamtwochen, AuszeichnungChartplatzierungen (Jahr, Titel, Platzierungen, Wochen, Auszeichnungen, Anmerkungen) | Höchstplatzierung, Gesamtwochen, AuszeichnungChartplatzierungen (Jahr, Titel, Platzierungen, Wochen, Auszeichnungen, Anmerkungen) | Höchstplatzierung, Gesamtwochen, AuszeichnungChartplatzierungen (Jahr, Titel, Platzierungen, Wochen, Auszeichnungen, Anmerkungen) | Höchstplatzierung, Gesamtwochen, AuszeichnungChartplatzierungen (Jahr, Titel, Platzierungen, Wochen, Auszeichnungen, Anmerkungen) | Anmerkungen                              |
| Jahr | Titel                           | DE | AT | CH | UK | US | Anmerkungen                              |
| ---- | ------------------------------- | --- | --- | --- | --- | --- | ---------------------------------------- |
| 1994 | Under the Table and Dreaming    | — | — | — | — | US11 ×6Sechsfachplatin · (117 Wo.)US                                                                                              | Erstveröffentlichung: 27. September 1994 |
| 1996 | Crash                           | — | — | — | — | US2 ×7Siebenfachplatin · (104 Wo.)US                                                                                              | Erstveröffentlichung: 30. April 1996     |
| 1998 | Before These Crowded Streets    | — | — | — | — | US1 ×4Vierfachplatin · (90 Wo.)US                                                                                                 | Erstveröffentlichung: 28. April 1998     |
| 2001 | Everyday                        | DE97 (1 Wo.)DE | — | — | UK89 Silber · (2 Wo.)UK | US1 ×3Dreifachplatin · (86 Wo.)US                                                                                                 | Erstveröffentlichung: 27. Februar 2001   |
| 2002 | Busted Stuff                    | — | — | — | — | US1 ×2Doppelplatin · (37 Wo.)US                                                                                                   | Erstveröffentlichung: 16. Juli 2002      |
| 2005 | Stand Up                        | — | — | — | — | US1 Platin · (25 Wo.)US | Erstveröffentlichung: 10. Mai 2005       |
| 2009 | Big Whiskey & the Groogrux King | DE74 (1 Wo.)DE | — | — | UK59 (1 Wo.)UK | US1 Platin · (43 Wo.)US | Erstveröffentlichung: 2. Juni 2009       |
| 2012 | Away from the World             | — | — | — | — | US1 Gold · (19 Wo.)US | Erstveröffentlichung: 11. September 2012 |
| 2018 | Come Tomorrow                   | — | — | CH92 (1 Wo.)CH | — | US1 (7 Wo.)US | Erstveröffentlichung: 8. Juni 2018       |
| 2023 | Walk Around the Moon            | — | — | CH98 (1 Wo.)CH | — | US5 (1 Wo.)US | Erstveröffentlichung: 19. Mai 2023       |

### Livealben
| Jahr | Titel                                         | Höchstplatzierung, Gesamtwochen, AuszeichnungChartplatzierungen (Jahr, Titel, Platzierungen, Wochen, Auszeichnungen, Anmerkungen) | Höchstplatzierung, Gesamtwochen, AuszeichnungChartplatzierungen (Jahr, Titel, Platzierungen, Wochen, Auszeichnungen, Anmerkungen) | Höchstplatzierung, Gesamtwochen, AuszeichnungChartplatzierungen (Jahr, Titel, Platzierungen, Wochen, Auszeichnungen, Anmerkungen) | Höchstplatzierung, Gesamtwochen, AuszeichnungChartplatzierungen (Jahr, Titel, Platzierungen, Wochen, Auszeichnungen, Anmerkungen) | Höchstplatzierung, Gesamtwochen, AuszeichnungChartplatzierungen (Jahr, Titel, Platzierungen, Wochen, Auszeichnungen, Anmerkungen) | Anmerkungen                             |
| Jahr | Titel                                         | DE | AT | CH | UK | US | Anmerkungen                             |
| ---- | --------------------------------------------- | --- | --- | --- | --- | --- | --------------------------------------- |
| 1993 | Remember Two Things                           | — | — | — | — | US49 Platin · (1 Wo.)US | Erstveröffentlichung: 9. November 2003  |
| 1997 | Live at Red Rocks 8.15.95                     | — | — | — | — | US3 ×2Doppelplatin · (36 Wo.)US                                                                                                   | Erstveröffentlichung: 28. Oktober 1997  |
| 1999 | Listener Supported                            | — | — | — | — | US15 ×2Doppelplatin · (22 Wo.)US                                                                                                  | Erstveröffentlichung: 23. November 1999 |
| 2001 | Live in Chicago 12.19.98 at the United Center | — | — | — | — | US6 Platin · (14 Wo.)US | Erstveröffentlichung: 23. Oktober 2001  |
| 2002 | Live at Folsom Field, Boulder, Colorado       | — | — | — | — | US9 Platin · (15 Wo.)US | Erstveröffentlichung: 5 November 2002   |
| 2003 | The Central Park Concert                      | — | — | — | — | US14 Platin · (13 Wo.)US | Erstveröffentlichung: 18. November 2003 |
| 2004 | The Gorge                                     | — | — | — | — | US10 Gold · (10 Wo.)US | Erstveröffentlichung: 29. Juni 2004     |
| 2005 | Weekend on the Rocks                          | — | — | — | — | US37 (7 Wo.)US | Erstveröffentlichung: 29. November 2005 |
| 2007 | Live at Piedmont Park                         | — | — | — | — | US68 (2 Wo.)US | Erstveröffentlichung: 11. Dezember 2007 |
| 2008 | Live at Miles High Music Festival             | — | — | — | — | US97 (1 Wo.)US | Erstveröffentlichung: 16. Dezember 2008 |
| 2009 | Europe 2009                                   | — | — | — | — | US120 (1 Wo.)US | Erstveröffentlichung: 22. Dezember 2009 |
| 2010 | Live in New York City                         | — | — | — | — | US36 (1 Wo.)US | Erstveröffentlichung: 9. November 2010  |
| 2011 | Live at Wrigley Field                         | — | — | — | — | US49 (1 Wo.)US | Erstveröffentlichung: 31. Mai 2011      |

Weitere Livealben
- 2011: Live on Lakeside
- 2011: Live in Atlantic City
- 2019: Warehouse Warm-Up 2019
- 2019: Live at the Hollywood Bowl

#### Live-Trax-Serie
- 2004: DMB Live Trax Vol. 1: 12. August 1998 Worcester, Massachusetts
- 2004: DMB Live Trax Vol. 2: 9. Dezember 2004 Golden Gate Park
- 2005: DMB Live Trax Vol. 3: 27. August 2000 Hartford, Connecticut
- 2005: DMB Live Trax Vol. 4: 30. April 1996 Classic Amphitheatre, Richmond, Virginia
- 2006: DMB Live Trax Vol. 5: 23. August 1995 Meadow Brook Music Festival, Rochester Hills, Michigan
- 2006: DMB Live Trax Vol. 6: 7.–8. Juli 2006 Fenway Park, Boston, Massachusetts
- 2006: DMB Live Trax Vol. 7: 31. Dezember 1996 Hampton Coliseum, Hampton, Virginia
- 2007: DMB Live Trax Vol. 8: 7. August 2004 Alpine Valley Music Theatre, East Troy, Wisconsin
- 2007: DMB Live Trax Vol. 9: 23.–24. März 2007 MGM Grand Garden Arena, Las Vegas, Nevada
- 2007: DMB Live Trax Vol. 10: 25. Mai 2007 Pavilhão Atlântico, Lissabon, Portugal
- 2008: DMB Live Trax Vol. 11: 29. August 2000 Saratoga Performing Arts Center, Saratoga Springs, New York
- 2008: DMB Live Trax Vol. 12: 5. Mai 1995 L.B. Day Amphitheater, Salem, Oregon
- 2008: DMB Live Trax Vol. 13: 7. Juni 2008 Busch Stadium, St. Louis, Missouri
- 2009: DMB Live Trax Vol. 14: 28. Juni 2008 Nissan Pavilion at Stone Ridge, Bristow, Virginia
- 2009: DMB Live Trax Vol. 15: 9. August 2008 Alpine Valley Music Theatre, East Troy, Wisconsin
- 2009: DMB Live Trax Vol. 16: 26. Juni 2000 Riverbend Music Center, Cincinnati, Ohio
- 2010: DMB Live Trax Vol. 17: 6. Juli 1997 Shoreline Amphitheatre, Mountain View, CA.
- 2010: DMB Live Trax Vol. 18: 4. Juni 1996 GTE Virginia Beach Amphitheater, Virginia Beach, VA
- 2010: DMB Live Trax Vol. 19: 30. September 2008 Vivo Rio, Rio de Janeiro, Brazil
- 2011: DMB Live Trax Vol. 20: 19. August 1993 Wetlands Preserve, New York, NY
- 2012: DMB Live Trax Vol. 21: 4. August 1995 SOMA in San Diego, CA
- 2014: DMB Live Trax Vol. 30: August 1993, The Muse on Nantucket Island

#### DMBlive-Series
Die DMBlive-Series sind Konzertmitschnitte, die als Downloads von der offiziellen Webseite der Band bezogen werden können. Seit Dezember 2008 gibt es Aufnahmen der Dave Matthews Band, Dave Matthews und Tim Reynolds sowie Soloauftritte von Dave Matthews.
- 2008: Prism Coffeehouse, Charlottesville, Virginia Dave Matthews and Tim Reynolds, vom 22. April 1993
- 2008: Benaroya Hall, Seattle, Washington Dave Matthews, 24. Oktober 2002
- 2008: Blue Note, Columbia, Missouri Dave Matthews Band, 22. Oktober 1994
- 2008: China Club, New York, New York Dave Matthews, 9. Januar 2004
- 2008: Town Point Park, Norfolk, Virginia Dave Matthews Band, 26. April 1994
- 2009: Irving Plaza, New York, New York Dave Matthews Band, 26. März 1994
- 2009: The Bayou, Washington, District of Columbia Dave Matthews Band, 10. April 1993
- 2009: Warfield Theatre, San Francisco, California Dave Matthews Band, 10. Mai 1995
- 2009: Appalachian State University, Boone, North Carolina Dave Matthews and Tim Reynolds, 29. März 2003

### Kompilationen
| Jahr | Titel                              | Höchstplatzierung, Gesamtwochen, AuszeichnungChartplatzierungen (Jahr, Titel, Platzierungen, Wochen, Auszeichnungen, Anmerkungen) | Höchstplatzierung, Gesamtwochen, AuszeichnungChartplatzierungen (Jahr, Titel, Platzierungen, Wochen, Auszeichnungen, Anmerkungen) | Höchstplatzierung, Gesamtwochen, AuszeichnungChartplatzierungen (Jahr, Titel, Platzierungen, Wochen, Auszeichnungen, Anmerkungen) | Höchstplatzierung, Gesamtwochen, AuszeichnungChartplatzierungen (Jahr, Titel, Platzierungen, Wochen, Auszeichnungen, Anmerkungen) | Höchstplatzierung, Gesamtwochen, AuszeichnungChartplatzierungen (Jahr, Titel, Platzierungen, Wochen, Auszeichnungen, Anmerkungen) | Anmerkungen                            |
| Jahr | Titel                              | DE | AT | CH | UK | US | Anmerkungen                            |
| ---- | ---------------------------------- | --- | --- | --- | --- | --- | -------------------------------------- |
| 2006 | The Best of What’s Around: Vol. 01 | — | — | — | — | US10 Gold · (12 Wo.)US | Erstveröffentlichung: 7. November 2006 |
| 2019 | Rhino’s Choice                     | — | — | — | — | US158 (1 Wo.)US | Erstveröffentlichung: 14. Juni 2019    |

Weitere Kompilationen
- 2007: Live Trax
- 2008: Live Trax 2008
- 2017: DMB Live 25

### EPs
| Jahr | Titel    | Höchstplatzierung, Gesamtwochen, AuszeichnungChartplatzierungen (Jahr, Titel, Platzierungen, Wochen, Auszeichnungen, Anmerkungen) | Höchstplatzierung, Gesamtwochen, AuszeichnungChartplatzierungen (Jahr, Titel, Platzierungen, Wochen, Auszeichnungen, Anmerkungen) | Höchstplatzierung, Gesamtwochen, AuszeichnungChartplatzierungen (Jahr, Titel, Platzierungen, Wochen, Auszeichnungen, Anmerkungen) | Höchstplatzierung, Gesamtwochen, AuszeichnungChartplatzierungen (Jahr, Titel, Platzierungen, Wochen, Auszeichnungen, Anmerkungen) | Höchstplatzierung, Gesamtwochen, AuszeichnungChartplatzierungen (Jahr, Titel, Platzierungen, Wochen, Auszeichnungen, Anmerkungen) | Anmerkungen                        |
| Jahr | Titel    | DE | AT | CH | UK | US | Anmerkungen                        |
| ---- | -------- | --- | --- | --- | --- | --- | ---------------------------------- |
| 1994 | Recently | — | — | — | — | US163 (9 Wo.)US | Erstveröffentlichung: 17. Mai 1994 |

Weitere EPs
- 2010: The Haiti Relief Project

## Singles

### Als Leadmusiker
| Jahr | Titel Album                                         | Höchstplatzierung, Gesamtwochen, AuszeichnungChartplatzierungen (Jahr, Titel, Album, Platzierungen, Wochen, Auszeichnungen, Anmerkungen) | Höchstplatzierung, Gesamtwochen, AuszeichnungChartplatzierungen (Jahr, Titel, Album, Platzierungen, Wochen, Auszeichnungen, Anmerkungen) | Höchstplatzierung, Gesamtwochen, AuszeichnungChartplatzierungen (Jahr, Titel, Album, Platzierungen, Wochen, Auszeichnungen, Anmerkungen) | Höchstplatzierung, Gesamtwochen, AuszeichnungChartplatzierungen (Jahr, Titel, Album, Platzierungen, Wochen, Auszeichnungen, Anmerkungen) | Höchstplatzierung, Gesamtwochen, AuszeichnungChartplatzierungen (Jahr, Titel, Album, Platzierungen, Wochen, Auszeichnungen, Anmerkungen) | Anmerkungen                             |
| Jahr | Titel Album                                         | DE | AT | CH | UK | US | Anmerkungen                             |
| ---- | --------------------------------------------------- | --- | --- | --- | --- | --- | --------------------------------------- |
| 1998 | Crush Before These Crowded Streets                  | — | — | — | — | US75 (16 Wo.)US | Erstveröffentlichung: 8. September 1998 |
| 2001 | I Did It Everyday                                   | — | — | — | — | US71 (11 Wo.)US | Erstveröffentlichung: 3. Januar 2001    |
| 2001 | The Space Between Everyday                          | — | — | — | UK35 (3 Wo.)UK | US22 (23 Wo.)US | Erstveröffentlichung: 16. April 2001    |
| 2002 | Where Are You Going Busted Stuff                    | — | — | — | — | US39 (20 Wo.)US | Erstveröffentlichung: 16. Juli 2002     |
| 2005 | American Baby Stand Up                              | — | — | — | — | US16 Gold · (11 Wo.)US | Erstveröffentlichung: 17. März 2005     |
| 2009 | Funny the Way It Is Big Whiskey & the Groogrux King | — | — | — | — | US37 (8 Wo.)US | Erstveröffentlichung: 21. April 2009    |
| 2009 | You and Me Big Whiskey & the Groogrux King          | — | — | — | — | US57 (2 Wo.)US | Erstveröffentlichung: 24. August 2009   |
| 2012 | Mercy Away From The World                           | — | — | — | — | US95 (1 Wo.)US | Erstveröffentlichung: 16. Juli 2012     |

Weitere Singles
- 1994: What Would You Say
- 1994: Jimi Thing
- 1994: Typical Situation
- 1995: Ants Marching
- 1995: Satellite
- 1996: Too Much
- 1996: So Much to Say
- 1996: Crash into Me
- 1997: Two Step
- 1997: Tripping Billies
- 1998: Don’t Drink the Water
- 1998: Stay (Wasting Time)
- 1999: Rapunzel
- 2001: Everyday
- 2002: Grace Is Gone
- 2002: Grey Street
- 2005: Dreamgirl
- 2006: Everybody Wake Up (Our Finest Hour Arrives)
- 2006: Smooth Rider
- 2009: Why I Am
- 2012: If Only
- 2018: Samurai Cop (Oh Joy Begin)
- 2018: Again and Again
- 2019: Come Tomorrow

### Als Gastmusiker
- 2006: Work It Out (Jurassic 5 feat. Dave Matthews Band)

### Videoalben
- 1999: Listener Supported Live (DVD/VHS, US: ×3Dreifachplatin )
- 2001: The Videos: 1994–2001 (DVD/VHS, US: Platin)
- 2002: Live at Folsom Field, Boulder, Colorado (DVD, US: Platin)
- 2003: The Central Park Concert (Doppel-DVD, US: ×5Fünffachplatin )
- 2004: The Gorge (DVD/2 CDs, US: ×3Dreifachplatin )
- 2005: Weekend on the Rocks (DVD/2 CDs)
- 2007: Live at Piedmont Park (Doppel-DVD)
- 2009: Europe 2009 (DVD/3 CDs)

## Statistik

### Chartauswertung
|                     | DE    | AT    | CH    | UK    | US     |
| ------------------- | ----- | ----- | ----- | ----- | ------ |
| Nummer-eins-Alben   | DE—DE | AT—AT | CH—CH | UK—UK | US7US  |
| Top-10-Alben        | DE—DE | AT—AT | CH—CH | UK—UK | US14US |
| Alben in den Charts | DE2DE | AT—AT | CH2CH | UK2UK | US26US |

|                       | DE    | AT    | CH    | UK    | US    |
| --------------------- | ----- | ----- | ----- | ----- | ----- |
| Nummer-eins-Singles   | DE—DE | AT—AT | CH—CH | UK—UK | US—US |
| Top-10-Singles        | DE—DE | AT—AT | CH—CH | UK—UK | US—US |
| Singles in den Charts | DE—DE | AT—AT | CH—CH | UK1UK | US8US |

### Auszeichnungen für Musikverkäufe
| Goldene Schallplatte - Australien - 2009: für das Videoalbum The Central Park Concert - Kanada - 2010: für das Album Big Whiskey & the Groogrux King Platin-Schallplatte - Kanada - 1997: für das Album Crash - 1999: für das Album Before These Crowded Streets - 2001: für das Album Everyday - 2019: für das Album Under the Table and Dreaming |

Anmerkung: Auszeichnungen in Ländern aus den Charttabellen bzw. Chartboxen sind in ebendiesen zu finden.
| Land/RegionAuszeichnungen für Musikverkäufe (Land/Region, Auszeichnungen, Verkäufe, Quellen) | Silber  | Gold     | Platin       | Verkäufe   | Quellen         |
| -------------------------------------------------------------------------------------------- | ------- | -------- | ------------ | ---------- | --------------- |
| Australien (ARIA)                                                                            | —       | Gold1    | —            | 7.500      | aria.com.au     |
| Kanada (MC)                                                                                  | —       | Gold1    | 4× Platin4   | 420.000    | musiccanada.com |
| Vereinigte Staaten (RIAA)                                                                    | —       | 4× Gold4 | 46× Platin46 | 36.300.000 | riaa.com        |
| Vereinigtes Königreich (BPI)                                                                 | Silber1 | —        | —            | 60.000     | bpi.co.uk       |
| Insgesamt                                                                                    | Silber1 | 6× Gold6 | 50× Platin50 |            |                 |